# 流浪動物花園
流浪動物花園，全稱中華民國流浪動物花園協會，是台灣的一個動物保護組織。早在2002年就已有最早一批的志工透過網路串連，從公立收容所助養流浪動物，2003年建立了「Rose的流浪動物花園網站」；至2006年9月終正式登記為「中華民國流浪動物花園協會」的組織。
該協會主要進行流浪動物送養的工作，每年送養出去的犬隻達600多隻。協會還會定期於每年春季舉辦「花園小孩回娘家」活動，以藉機瞭解這些犬隻的最新狀況。

## 動保活動
流浪動物花園非常重視透過網際網路來動員志工，以及張貼送養流浪動物的訊息，其官方網站建立於2003年，臉書粉絲專頁架設於2010年。
自2008年起，流浪動物花園協會便開始籌建一座流浪動物中途保育場，至2010年正式完工。
2007年起，流浪動物花園協會每年均會發行桌曆，以該年度送養的流浪貓狗作為主角。
在2009年台灣發生莫拉克風災後，中南部地區各處狗場受損，流浪動物花園協會為此發起「北愛南送」的募款活動，並協同救助受災的貓狗。
2013年，台灣因發生狂犬病疫情，開始出現棄養犬隻的現象，流浪動物花園協會發起「為寶貝繫上黃絲帶，為落難動物求平安」的活動，又稱「黃絲帶起義」，募集全台飼主為其寵物系上黃絲帶的照片，為台灣動物祈福。
動物花園協會平時也會在台灣各學校或機關宣講生命教育課程。

## 榮譽
- 2009年11月，流浪動物花園網站獲得行政院研考會優質民間網站的公益服務類組首獎、優質公益網站人氣票選獎[7]。

## 相關事件
2015年6月，因台灣發生外勞煮食流浪狗的事件惹議，有網友誤傳流浪動物花園協會將狗送養給外勞，但花園方澄清說這是不實傳言，協會不可能給外勞認領流浪狗。

## 外部連結
- 流浪動物花園協會網站 （页面存档备份，存于）
- 流浪動物花園協會的Facebook專頁